# Žvaka
Guma za žvakanje, žvakaća guma, kauguma ili žvakaje naziv za vrstu slatkiša, izrađenu od gume ili sličnog elastičnog materijala, a koja je namijenjena žvakanju.
Tragovi predmeta slični žvakaćim gumama datiraju još iz vremena neolita, ali je žvakaća guma u svom modernom obliku stvorena u SAD u drugoj polovini 19. vijeka. Američka vojska ju je u 20. vijeku davala svom ljudstvu kao sredstvo za olakšanje stresa, a odatle se proširila širom svijeta.
Posebne vrste žvakaćih guma se danas koriste u medicinske svrhe.